# Третя Бережанська бригада УГА
Третя Бережанська бригада УГА — військовий підрозділ 2-го корпусу УГА. Перший командант — Арнольд Вольф.

## Відомості
Сформована на початку 1919 р. з бойової групи «Наварія», яка воювала під Львовом. В УГА бригада отримала 3-й порядковий номер. До її складу входили:
- 2 піхотних полки (5 куренів),
- гарматний полк,
- кінна сотня,
- чота зв'язку.

Бригада відзначилася під час Чортківської офензиви, брала участь у битві під Бережанами 18-22 червня 1919.
Після переходу за Збруч дійшла з боями до Коростеня на Житомирщині. Згодом вимушено увійшла до ЧУГА. У травні 1920 р. в районі Гайсина на Вінниччині бригаду оточили польські війська, й вона була інтернована.

### Команданти
- Арнольд Вольф, до кінця червня 1919 р.
- Омелян Лесняк,
- Сень (Семен) Горук,
- Йосип Кучера.

### Вояки
- Роман Долинський — хорунжий УГА, майбутній підполковник дивізії «Галичина».
- Отець Андрій Бандера  — капелян.